# Гаранин, Алексей Дмитриевич
Алексе́й Дми́триевич Гара́нин (28 марта 1921, д. Плотниково, РСФСР — 28 июня 1943, около ж/д станции Орша, Витебская область, БССР) — советский лётчик-бомбардировщик, один из пионеров авиации дальнего действия, Герой Советского Союза. Участник бомбардировок Берлина, Данцига, Кёнигсберга, Тильзита и других городов фашистской Германии и её союзников. Погиб при выполнении боевого задания. Совершил более 400 боевых вылетов.

## Биография
Родился в деревне Верх-Ирмень (ныне Ордынский район Новосибирской области) в семье крестьянина. После окончания семи классов окончил школу сельской ФЗУ и работал токарем на станции Монино, параллельно учась в филиале Ногинского аэроклуба в посёлке Чёрное. В сентябре 1938 года Ногинским военкоматом был призван на военную службу и направлен в Новосибирскую авиашколу.
С июня 1941 года поступил в действующую армию и участвовал в первых налётах советской авиации на города Германии в сентябре 1941 года, став одним из пионеров советской авиации дальнего действия.
К началу октября 1942 года гвардии капитаном Гараниным было совершено более 240 боевых вылетов.
Указом Президиума Верховного Совета СССР «О присвоении звания Героя Советского Союза начальствующему составу авиации дальнего действия Красной Армии» от 31 декабря 1942 года за «образцовое выполнение боевых заданий командования на фронте борьбы с немецкими захватчиками и проявленными при этом отвагу и геройство» удостоен звания Героя Советского Союза с вручением ордена Ленина и медали «Золотая Звезда» (№ 773).
В ночь на 28 июня 1943 года, при возвращении с боевого задания, в районе станции Орша связь с А.Гараниным была потеряна. Существуют различные версии: о спасении лётчика, о падении (направлении) самолёта как на железнодорожные составы, так и на склады с боеприпасами (наиболее распространённая версия — Герой СССР не мог поступить по-другому), а также — как факт — о пропавшем без вести А. Д. Гаранине, что является более достоверным, потому как несмотря на проводившиеся поиски после войны, никакую из указанных версий подтвердить не удалось.

## Награды
Гаранин награждён медалью «Золотая Звезда», двумя орденами Ленина, орденом Красного Знамени, медалями.

## Память
Именем героя названы улицы в Новосибирске (на улице установлена мемориальная доска) и селе Верх-Ирмень Ордынского района. Имя Героя Советского Союза А. Д. Гаранина присвоено ордынской средней школе № 1 и средней школе № 180 г. Новосибирска (теперь это лицей №159). Имя Гаранина увековечено на Аллее Героев у Новосибирского Монумента Славы и в Ордынском мемориальном парке героев-земляков. В городе Орша именем Гаранина назван проезд. В Октябрьском районе города Новосибирска именем Гаранина названа улица с установленной на ней памятной доской.

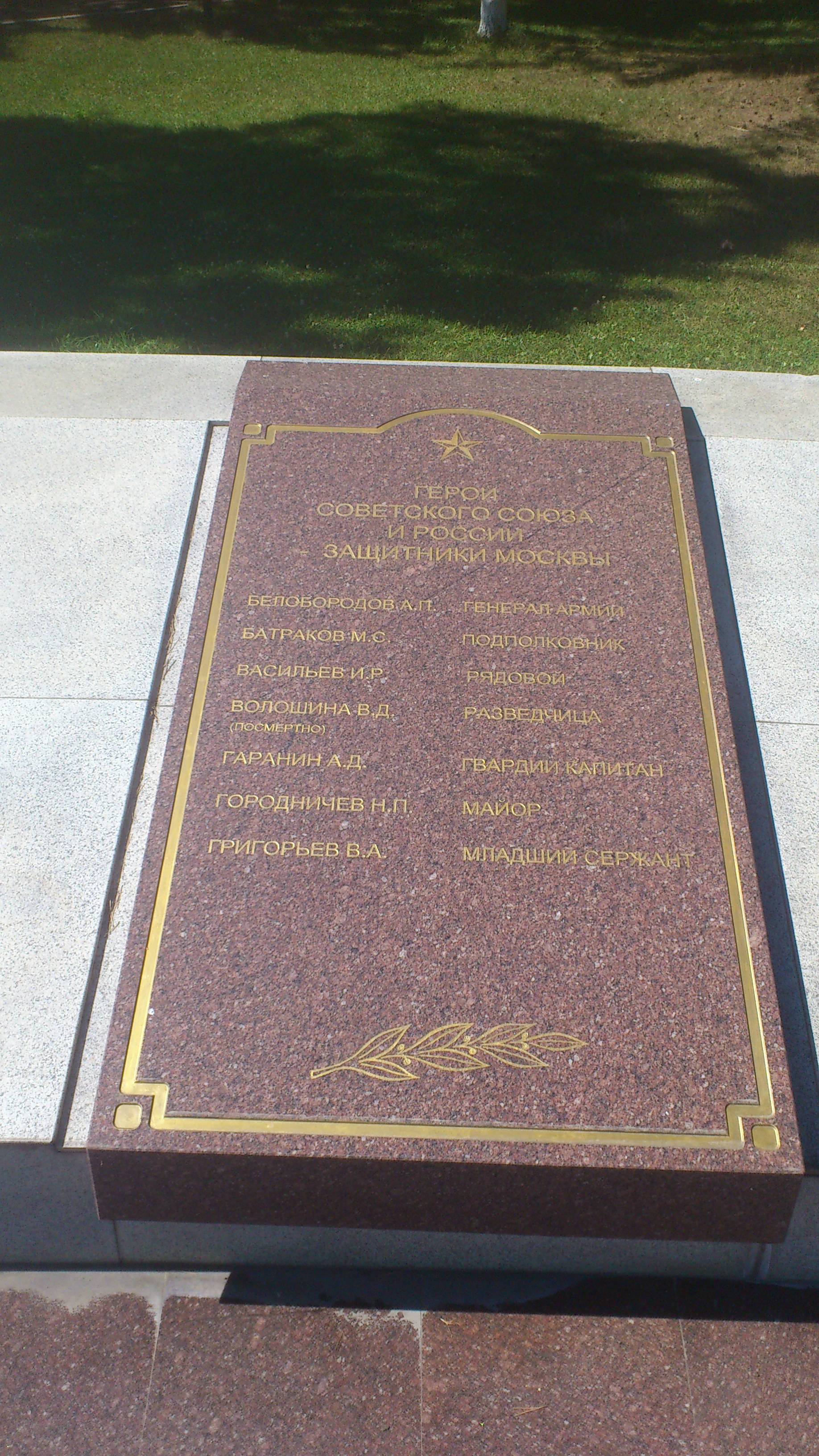
Имя А. Д. Гаранина высечено на плите мемориального комплекса «Воинам-сибирякам».
Мемориальный комплекс «Воинам-сибирякам», Ленино-Снегирёвский военно-исторический музей.